# Тамбора
Тамбора (8°15′ ю.ш. 118°00′ и.д.) е един от най-големите активни стратовулкани в света. Разположен е на остров Сумбава в Индонезия.
Най-голямото му изригване, оценено на 7-а степен по скалата за вулканични изригвания, е през 1815 година и е най-голямото в съвременната история. Количеството пепел е можело да покрие държава с размерите на Гърция (131 хиляди квадратни километра). Загиват общо 71 000 души, от които около 12 000 от самото изригване.
Една голяма част от хората умират от глад и болести, защото вулканът разрушава всички селскостопански земи. Настъпват глобални климатични промени. Изригването започва на 5 април и завършва на 15 април. Следващата година, 1816, е известна като „годината без лято“ заради ниските температури вследствие пепелта в атмосферата, която отразявала част от слънчевите лъчи и ги връщала обратно в Космоса. Този студ засегнал най-вече хората в Северна Америка и Европа, където зимата отнела живота на хиляди души.
Поради вулканичната пепел се появили множество интересни светлинни ефекти, за които черпим сведения от платната на английския художник Джоузеф Търнър. Такива били оранжево-червените залези или зелена луна през нощта. Ако кажем, че силата на изригване на вулкана Света Елена в Северна Америка през 1980 е единица, то това изригване ще бъде 80. За сравнение изригването на вулкана Везувий през 79, погребало Херкулан и Помпей би било 3.
Вулканът изригва и през 1847 г. и 1913 г., но с много по-малка сила.